# Hydrosmilodon primanus
Hydrosmilodon primanus is een haft uit de familie Leptophlebiidae. De wetenschappelijke naam van de soort is voor het eerst geldig gepubliceerd in 1882 door Eaton.
De soort komt voor in het Neotropisch gebied.